# Sikertelen terhesség
Sikertelen terhesség az a terhesség, amelyet az anyának bármely okból kifolyólag nem sikerül kihordania, és amely emiatt a magzat elhalásában, spontán vetélésben, koraszülést követően az újszülött halálában végződik.

## A sikertelen terhességek fajtái
- Elhalt terhesség (az embrió vagy magzat méhen belüli elhalása)
- Spontán vetélés (görcsök és vérzés kíséretében a terhesség spontán megszakad)
- Szokványos (habituális) vetélés, amikor két vagy több egymást követő terhesség spontán megszakad
- Méhen kívüli terhesség (az embrió a méhen kívül, leggyakrabban a petevezetőben tapad meg)
- Éretlen- és koraszülés

## Okai
- Leggyakrabban: ismeretlen
- Genetikai rendellenességek
- Sárgatest elégtelenség
- A méh fejlődési rendellenességei
- A méhnyak elégtelensége (záró-funkciójának romlása)
- Mellékvese- vagy pajzsmirigybetegség, cukorbetegség
- Méh falában kialakult mióma (jóindulatú simaizomdaganat)
- Bakteriális és vírusfertőzések, kismedencei gyulladások
- Dohányzás, alkoholizmus, mérgezések

## Kivizsgálása
- Nőgyógyászati vizsgálat
- Hormonok vérszintjének meghatározása
- Nőgyógyászati hasi vagy hüvelyi ultrahang
- Méh- és hastükrözés (hiszteroszkópia és laparoszkópia)

## Kezelése
Terhesség előtt szülész-nőgyógyász szakorvos által javasolt gyógyszeres vagy műtéti módon történik.